# Monte Dorado
Monte Dorado es un barrio perteneciente al distrito Ciudad Jardín de la ciudad de Málaga, España. Según la delimitación oficial del ayuntamiento, limita al norte con el barrio de Cortijo Bazán; al este con Camino del Colmenar; al sur, con Santa Amalia; al suroeste con los barrios de Los Naranjos y Parque del Sur; y al oeste con Mangas Verdes.
Monte Dorado es un barrio de autoconstrucción surgido en los años 1970. Desde entonces permaneció en el limbo jurídico y sólo ya entrado el siglo XXI comenzó un proyecto para la legalización de las viviendas existentes y la mejora de los servicios básicos de saneamiento y asfaltado. En abril de 2010 se diseñó un proyecto para la creación del llamado Parque del Fiestero, que incluye un auditorio para verdiales. El auditorio aprovechará una ladera para sostener las gradas mientras que el escenario estará situado en calle Arroyo Aceiteros y el acceso principal lo tendrá por la calle Distancia.

## Transporte
En autobús queda conectado mediante las siguientes líneas de la EMT: 
| Línea | Trayecto                                  | Recorrido | Frecuencia    |
| ----- | ----------------------------------------- | --------- | ------------- |
| 37    | Alameda Principal - Altamira/Monte Dorado | Recorrido | 25-30 minutos |